# Geboortewoning van Bedřich Smetana
De geboortewoning van Bedřich Smetana (Tsjechisch: Rodný byt Bedřicha Smetany) is een museum in Litomyšl in de regio Pardubice, Tsjechië. Het is gewijd aan de componist Bedřich Smetana (1824-1884).

## Geschiedenis
In 1824 werd Smetana hier in een appartement op de begane grond geboren. Ervoor bevond zich hier de kasteelbrouwerij.
Het museum maakte deel uit van het Bedřich Smetana Museum in Praag en wordt tegenwoordig beheerd door het Regionaal Museum van Litomyšl dat er in de buurt staat.

## Collectie
De collectie is gericht op de kinderjaren van de componist in Litomyšl. Het museum gaat in op het huishouden, het gezinsleven en de gebeurtenissen van toen. Verder wordt er aandacht aan zijn werk als componist besteed. Te zien zijn een vleugel, bed, wieg, ander meubilair, speelgoed, schilderijen en andere huisraad uit die tijd.

## Galerij

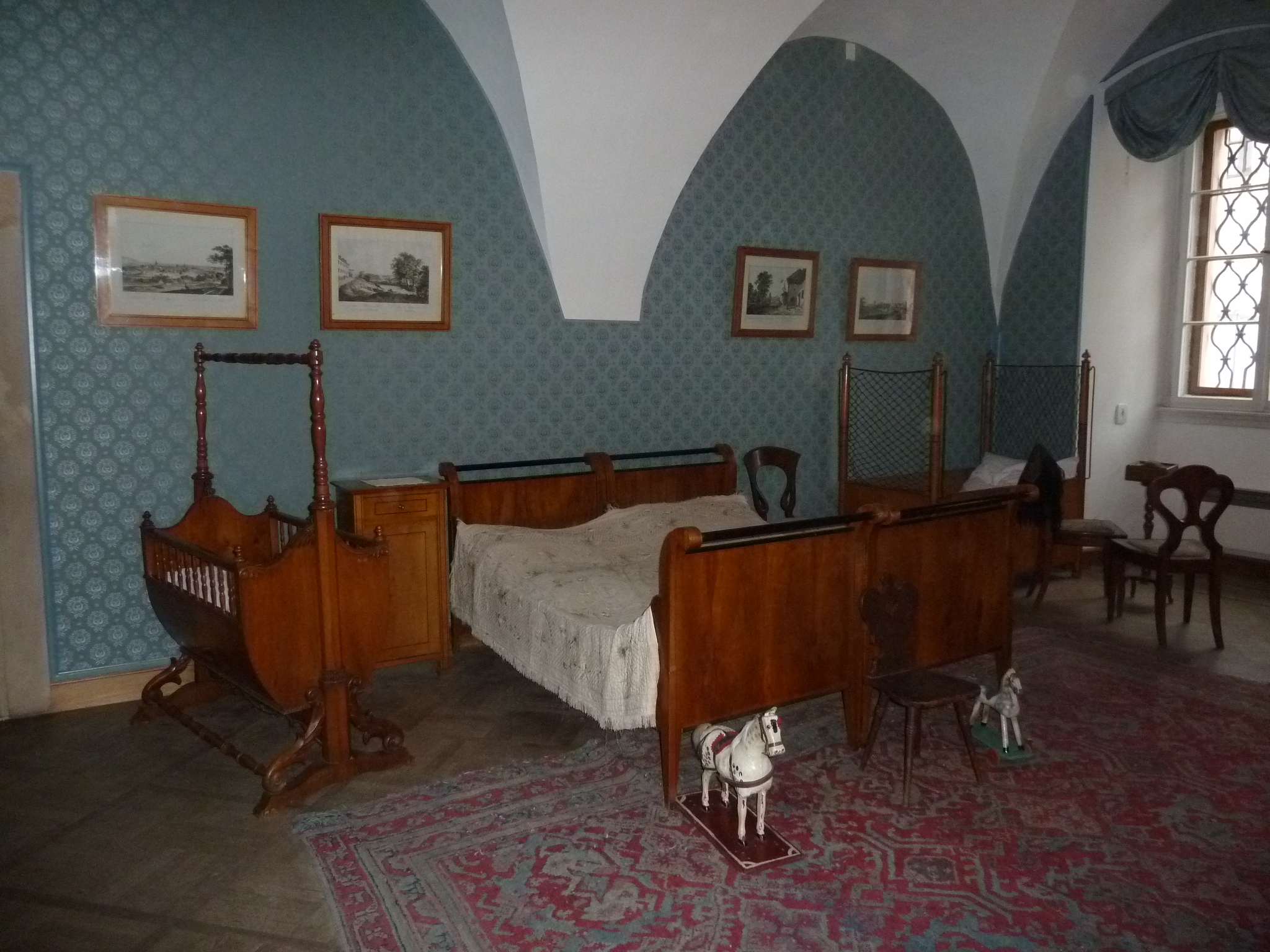
De geboortekamer van Bedřich Smetana